# Vuurkruinmees
De vuurkruinmees of roodkopmees (Cephalopyrus flammiceps) is een kleine zangvogel (lengte 10 cm, gewicht 7 g) uit de familie van de mezen (Paridae). Hij broedt in de gematigde bossen op de zuidhellingen van de Himalaya, in de Hengduan Shan en Nujiang Shan gebergtes op de grens van China met Myanmar, in de Micah Shan en Daba Shan gebergten rondom de noordgrens van Sichuan, en enkele kleinere gebiedjes in China. Hij overwintert op geringere hoogte en verder naar het zuiden. Naar het oosten toe wordt het verenkleed geleidelijk donkerder en zijn de vogeltjes kleiner van stuk.

## Taxonomie
De soort werd ooit beschouwd als een goudhaantje, maar wordt tegenwoordig ingedeeld bij de familie van de mezen. Het is de enige soort van het monotypische geslacht Cephalopyrus.

## Beschrijving

### Mannetje
Buiten het broeidseizoen (september-januari) zijn bij de mannetjes de veren van de kruin donker olijf-bruin, met een geel-olijfgroene begrenzing. De bovenste delen tot aan de nekveren zijn geelachtig olijfgroen. De rug is olijfgeel. De staart is donker olijfgroen-bruin, alle veren hebben aan het uiteinde een smalle witte zoom. De vleugels hebben dezelfde kleur als de staart, maar met een olijfgele eindband op alle veren. De teugels en de keel zijn wit. Borst, buik en flanken zijn citroengeel. Dit contrasteert met de grijze dijen, anaalstreek en onderkant van de staart. De oksel zijn lichtgeel, de ondervleugeldekveren wit met een gele eindband.

In broedkleed (februari-juli) zijn de veren van de kroon scharlakenoranje en vormen een bescheiden kuif. De witte eindbanden van de staartveren zijn gesleten. De teugels en wenkbrauwen net achter het oog zijn goudgeel, min of meer rood aangelopen. Wangen, oren en zijkanten van de hals zijn olijf-geel. De kin en het bovenste deel van de keel zijn chromaatoranje, en gaan over in een goudgele borst. De zijkanten van de borst en de bovenste deel van de zijden zijn olijfgeel. De achterflanken en buik zijn lichtgeel.

In alle seizoenen, is de iris bruin tot donkerbruin, en is de snavel donkerblauw-grijs met een donkere bovenrand. De poten zijn donker blauwgrijs.

### Wijfje
Buiten het broeidseizoen verschilt het wijfje weinig van haar partner, hoewel de bovendelen van de kuif tot de mantel (met inbegrip van de wangen, voorhoofd, de wenkbrauwen en de zijkanten van de nek) grijzig olijfgroen zijn. De teugels zijn lichtgrijs, de kin en de keel witachtig grijs, overlopend in het saaigrijs van de rest van de buik. De borst is olijfgeel, de bovenzijde en de buik zijn lichtgeel getint. De onderzijde van de vleugels is grijs.

In broedkleed is het voorhoofd dof olijfgeel. De kin, keel en bovenkant van de borst zijn olijf-geel en contrasteren met het witachtig geel van de onderbuik en anaalstreek.

### Ei
Een legsel bestaat uit ongeveer vier dof blauwgroene eieren.

## Gedrag
Vuurkruinmezen zijn niet bijzonder schuw. Ze zijn zeer actief en maken kleine vleugelbewegingen als een zanger. De algemene verschijning doet denken aan de kleine mees Sylviparus modestus. Tijdens de trek en in de winter is hij meestal te vinden in kleine groepen, maar groepen van maximaal 100 komen voor. Tijdens het doortrekken vliegen de vogels met uitsluitend soortgenoten hoog boven de kale heuvels, maar er wordt soms voedsel gezocht in gemengde troepen.
De vlucht is krachtig als bij vinken. De vuurkruinmees zoekt zijn voedsel hoog in grote bomen, maar soms ook in de struiken dicht bij de grond. Hij is heel acrobatisch, ondersteboven hangend, of laat zich langs een tak naar beneden glijden zoals papegaaien dat doen. Hij is behendig genoeg om een blad te ontrollen met zijn bek als een spreeuw, om die met een poot open te houden.

### Nestelen

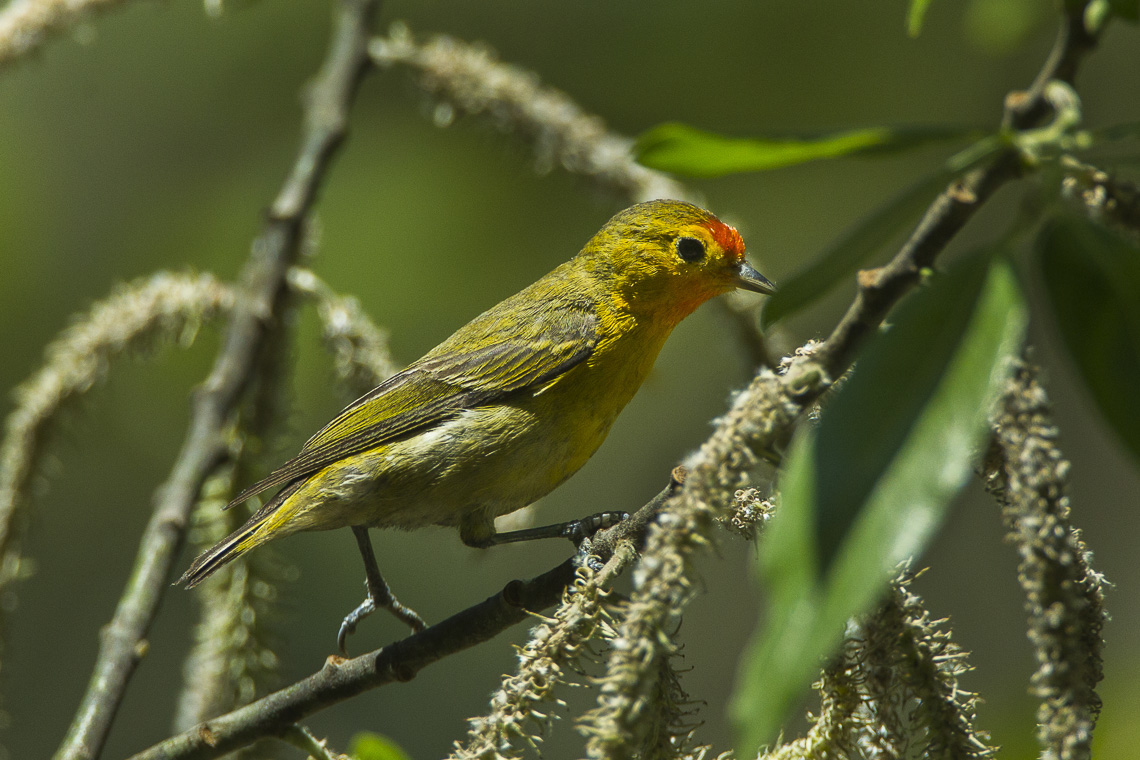
mannetje in Bhutan

Het broedseizoen loopt van begin april tot half juni. Het nest wordt gemaakt in een holte in een boomstam of een grote tak. De vuurkruinmees gebruikt het liefst holtes met de ingang in de beschutting van een tak of een uitstekend litteken. Meestal worden natuurlijke holten gebruikt, maar soms ook een verlaten nest van een specht. Soms wordt ook een holte gehakt in vermolmd hout waar een tak ooit afbrak. Het nest ligt meestal tussen de 6 en 12 meter boven de grond, en is heel moeilijk te vinden. Het nest zelf is een kom gemaakt van droog gras, wortels en soms een paar veren. Het is bekleed met fijnere grassen en een variabele hoeveelheid veren. Het werk wordt gedaan door het wijfje, maar het mannetje blijft in de buurt en zingt dan vaak. Er zijn meestal vier eieren, dof blauw-groen van kleur. De broedtijd is onbekend. Wanneer de vogel verstoord wordt, worden de veren opgezet en een sissend geluid gemaakt. Het is niet bekend of het mannetje ook broedt. De kuikens worden gevoed door beide ouders. Het wijfje onderhoudt het nest en maakt het schoon.

### Voedselkeus
De vuurkruinmees eet vooral insecten, maar ook bladeren, bloemen, knoppen en waarschijnlijk stuifmeel en sap. Gevangen prooien worden vastgehouden met de poten en met de snavel bewerkt, net als bij mezen. Bij grote insecten wordt de eetbare inhoud uit het exoskelet getrokken en de lege huid afgedankt. Dat wordt ook gedaan door echte mezen, maar deze laatste trekken de prooi in kleine stukjes in tegenstelling tot de vuurkruinmees.

### Geluid
De roep is een hoog en helder maar schokkerig "tsit-tsit-tsit-tsit" dat met onregelmatige tussenpozen wordt herhaald.

De contactroep is een zacht en laag "whitoo-whitoo".

De zang van de vuurkruinmees duurt enkele minuten en klinkt vanuit een prominente plek, zoals de top van een boom, of tijdens de vlucht. Hij bestaat uit een serie van snelle hoge noten, in goed geconstrueerde zinnen: "pit'su-pit'su-pit'su-pit'su".

## Habitat
De vuurkruinmees is een vogel van bossen, parklandschappen en landschappen met geïsoleerde bomen. In het algemeen geeft hij de voorkeur aan de gematigde regenwouden en gemengde loofbossen van eik, hazelaar, iep en walnoot, net onder de naaldboomzône. In de winter tref je hem ook aan in groenblijvend loofbos. Op grotere hoogte zoekt hij naar voedsel in kersenbomen en in kleine verspreide wilgen. Op grote hoogte in Kashmir en Ladakh wordt genesteld in struiken. In China worden sparren, dennen en rododendrons gekozen, en in Thailand hellingbedekkende loofbossen. In verschillende streken in het verspreidingsgebied nestelen ze op verschillende hoogtes: in Pakistan van 1800 tot 2600 meter, in het noordwesten van India tussen 1800 en 3500 m, en in Nepal van 2100 tot 3000 meter. Westelijke populaties overwinteren in de vlakten van centraal India. Populaties van de oostelijke Himalaya brengen in de periode van november tot mei in de uitlopers van de Himalaya, tussen 300 en 1400 meter. In het uiterste oosten van het broedgebied, is de trek minder uitgesproken, en in Sichuan en Myanmar blijven de vogels de hele winter op een relatief grote hoogte, rond 1800 meter.

## Ondersoorten en verspreiding
- C. f. flammiceps (E. Burton, 1836) - broedt van Noord-Pakistan (Gilgit) en Kasjmir in het westen, tot West-Nepal in het oosten. Deze ondersoort overwintert in het stroomdal van de Ganges in het noordwesten van India.
- C. f. olivaceus  Rothschild, 1923 - broedt van Oost-Nepal in het westen, Bhutan, het noordoosten van India (Sikkem, Assam, Arunachal Pradesh) tot aan het zuiden van China (Zuid-Ningxia, Zuidoost-Gansu, Zuid-Shaanxi, Zuid- en Midden-Sichuan, Zuidoost-Xizang, Yunnan en Guizhou West) in het oosten. Deze ondersoort overwintert in de uitlopers ten zuiden van hun broedgebieden, en ook (zeldzaam) in Oost-Birma, Noordwest-Thailand en Noordwest-Laos.[4]

## Status
De grootte van de populatie is niet gekwantificeerd maar de soort wordt omschreven als schaars. Op de Rode lijst van de IUCN heeft deze soort de status niet bedreigd.

## Links

### Foto's
- volwassen mannetje in broedkleed
- ondersoort C. f. olivaceus niet in broedkleed

### Zang
- click het gele rondje, click de "play"-button, en luister naar het lied van C. f. olivaceus